# 別對映像研出手！
《別對映像研出手！》（日語：映像研には手を出すな！）是大童澄瞳自2016年9月號在小學館《月刊Big Comic Spirits》刊載的漫畫作品，以及改編的動畫、電視劇與電影作品。這是作者首个漫畫連載作品，讲述了想象力天马行空的浅草绿，喜欢赚钱的高个子女孩金森沙耶加，以及作为人气模特但有志成为动画师的水崎燕，三个女高中生一起制作动画的故事。2020年9月，系列累计发行量突破100万部。。

## 劇情簡介
剛升上高中一年級的淺草綠，是個強調「设定即生命」的動畫迷。雖然在素描本上描繪了各種各樣的創想，卻因獨自行動就無法下決心的個性，而遲遲未能開始製作動畫。同時，身為人氣讀者模特兒，被父母期待成為演員的同級生水崎燕，其實志願成為動畫師。擁有製片人氣質的金森沙耶加，很快注意到了兩位同級生的才能。三人為了展現腦內的「最強世界」，共同創立了新社團「映像研究同好會」，簡稱映像研。為了讓映像研順利成立，故事由此展開……。

## 出場人物

### 映像研

#### 主人公
淺草綠（聲：伊藤沙莉，演：齋藤飛鳥）
剛於芝濱高校入學的一年級生，短髮，個子嬌小，好奇心旺盛，富有想像力又熱愛冒險，但不擅长交际。秉持著「设定即生命」的精神，夢想是在自己創造出的「最強的世界」裡進行冒險。穿戴迷彩帽子，隨身攜帶的沉重背包裡放著各種用以應付危機的道具。據金森的說法，看似身先士卒，其實只是喜歡新奇有趣而恰巧與周遭利害一致的利己主義者。與水崎互補，擅長繪製機械裝備與背景（世界觀）設定，講求有可能實現的合理設定，技術相關知識豐富，负责动画制作中的企划创意，背景道具设定的天才监督。
金森沙耶加（聲：田村睦心，演：梅澤美波）
淺草綠的同級生，也是同一個中學的舊識。有著一雙長腿的高個子，三白眼，黑色長髮，臉上長雀斑，總是將眼鏡推到額頭上。很喜歡喝牛奶，經常向淺草敲詐大量澡堂的牛奶當作幫助她的酬勞。長於口才，利用詭辯讓老師同意與動畫研範圍重疊的映像研成立。三人組中的常識派與毒舌擔當。因為幼年時親眼看過一家老舖的倒閉，認為比起一味講究內容更應重視宣傳。雖然動畫知識幾乎全無，卻是協調現實與理想的差距，重視成員創作欲的優秀製片人。執行力極強，數度展現其交涉手腕成功為映像研確保資源。
水崎燕（聲：松岡美里，演：山下美月）
淺草綠的同級生。人氣很高的讀者模特兒，出身演員世家而飽受期待，被禁止參加真正感興趣的動畫研。為了讓無法加入動畫研的水崎參與進來，在金森的提議下三人創立了映像研。在肩頭分開的髮尾左右不對稱，天真爛漫的大小姐，金錢觀和其他成員有很大的落差。和淺草具有強烈共鳴，也是容易沉浸想像的類型，常和淺草一起妄想暴走而被金森斥責。與淺草互補，擅長繪製人物，強調能反映現實，自然細微的動作。認為從人物、閃電、火焰乃至風暴都可以自我詮釋的動畫師即是動畫世界中的演繹者。

#### 顾问
藤本老師（聲：井上和彥，演：高嶋政宏）
映像研的顾问老师，平常不會過度干涉映像研。因為「想改善血液循環」而主動提議擔任映像研的顧問。溫吞而悠哉，留著一把濃密鬍子的老師。將「不做必要以上的勞動！找到機會總之就是玩！」當作工作的秘訣。

### 音响部
百目鬼（聲：花守由美里，演：櫻田日和）
音響部僅存的部員。保管著可裝滿四間教室大的部室，代代相傳的聲音樣本，更甚者平日也自己收集著音效。作為動畫音效人員加入的幫手。

### 大·学生会
道頓堀透（聲：川庄美雪，演：小西櫻子）
學生會長，绑着双边低马尾，在預算審議會上對惹了許多麻煩的映像研提出質疑，一度認為不該給予映像研發表機會。因為個性認真而被選為會長，其實不擅長交涉。
榊·索旺德（聲：小松未可子演：葛雷絲・艾瑪）
學生會書記，奈及利亞人。學生會的智囊，在應對映像研時，比起容易激動的會長顯得比較沈著，也更為難纏。
阿島九（聲：きそひろこ，演：福本莉子）
学生会突击队长，牙齿呈锯齿状。
王俊也（演：松﨑亮）
学生会会計。

### 机器人研究部
小野（聲：小野友樹，演：板垣瑞生）
机器人研究部部长，为了在文化祭上展示机器人塔洛斯，与映像研合作制作动画。
小林（聲：小林裕介，演：赤楚衛二）
小鸟游（聲：綿貫龍之介，演：染野有來）
小豆畑（聲：井澤詩織，演：龜田侑樹）

## 出版書籍
| 冊數 | 小學館         | 小學館                 | 台灣東販       | 台灣東販               | 新经典文化 | 新经典文化             |
| 冊數 | 發售日期       | ISBN                   | 發售日期       | ISBN                   | 發售日期   | ISBN                   |
| ---- | -------------- | ---------------------- | -------------- | ---------------------- | ---------- | ---------------------- |
| 1    | 2017年1月12日  | ISBN 978-4-09-189296-6 | 2019年9月23日  | ISBN 978-986-511-116-8 | 2022年3月  | ISBN 978-7-5410-9966-3 |
| 2    | 2017年9月12日  | ISBN 978-4-09-189636-0 | 2019年11月25日 | ISBN 978-986-511-178-6 | 2022年3月  | ISBN 978-7-5410-9966-3 |
| 3    | 2018年6月12日  | ISBN 978-4-09-189887-6 | 2020年1月22日  | ISBN 978-986-511-243-1 | 2022年3月  | ISBN 978-7-5410-9966-3 |
| 4    | 2019年5月10日  | ISBN 978-4-09-860241-4 | 2020年12月24日 | ISBN 978-9-86-511564-7 | 2022年3月  | ISBN 978-7-5410-9966-3 |
| 5    | 2020年1月30日  | ISBN 978-4-09-860531-6 | 2021年3月24日  | ISBN 978-9-86-511640-8 | 2022年3月  | ISBN 978-7-5410-9966-3 |
| 6    | 2021年10月12日 | ISBN 978-4-09-861156-0 | 2022年7月28日  | ISBN 978-6-26-329335-9 |            |                        |
| 7    | 2022年7月12日  | ISBN 978-4-09-861330-4 | 2023年1月31日  | ISBN 978-6-26-329622-0 |            |                        |
| 8    | 2023年7月12日  | ISBN 978-4-09-861739-5 | 2024年7月29日  | ISBN 978-6-26-379502-0 |            |                        |

## 電視動畫
2019年5月宣布本作动画化的消息，动画于2020年1月5日至3月22日在NHK綜合頻道播出。这是Science SARU首个元请电视动画作品，改编了单行本前3卷的内容，共12话。2021年10月24日至2022年1月2日在NHK教育頻道再放送。
2020年1月8日起，在官方Twitter上开始配信回顾本篇的短篇动画。演出为奥村元、SD设计师为よしとも、背景为井上涼雅、制作为K&KデザインとAQUA ARIS。

### 制作人员
- 原作：大童澄瞳（小学馆《月刊!Spirits》连载中）
- 监督·系列构成：汤浅政明
- 副监督：本桥茉里、山代风我
- 剧本：木户雄一郎
- 角色设计·总作画监督：淺野直之
- 机械设计：前場健次、寺尾憲治（第1話机械作画監督兼任）
- 道具设计：高畑匠子、五十嵐祐貴
- 美术监督：野村正信
- 美術設定：青木薫、天田俊貴
- 色彩设计・色指定：中村绚郁
- 摄影监督：关谷能弘
- 剪辑：斋藤朱里
- 音乐：オオルタイチ（日语：オオルタイチ）
- 音响监督：木村繪理子
- 音响效果：中野胜博
- 音响制作：大野拓也、加藤真之
- 企划：川村明广、田边良成、汤浅政明、泽边伸政、Vic Horikiri
- 制作人：鹤冈信哉、坂田淳、崔恩映、冈本顺哉
- 助理制作人：住谷萌
- 动画制作人：崔恩映
- 动画制作：Science SARU
- 制作·著作：「映像研」制作委员会（小学馆、日本華納兄弟、NEP[18]、Science SARU）
- 著作権表示 - ©2020 大童澄瞳・小学館／「映像研」製作委員会

### 主題曲
片頭曲「Easy Breezy」
歌、作詞：chelmico（Rachel、Mamiko），作曲：高橋諒、chelmico（Rachel、Mamiko），編曲：Pistachio Studio，
片尾曲「名前のない青」
歌：神様、僕は気づいてしまった，作詞，作曲：和泉りゅーしん。

### 各話列表
| 話數   | 日文標題 | 中文標題         | 分鏡                         | 演出               | 作畫監督 | 片尾插畫                 |
| ------ | -------- | ---------------- | ---------------------------- | ------------------ | --- | ------------------------ |
| 第1話  |          | 最強的世         | 本橋茉里                     | 本橋茉里、湯淺政明 | 大野勉、寺尾憲治 | 青木俊直                 |
| 第2話  |          | 映像研           | 川畑喬                       | 殿水敦子           | 濱口漠、森田実、早乙女啓 | 吉田健一                 |
| 第3話  |          | 創造實績吧         | 五十嵐祐貴                   | 五十嵐祐貴         | 五十嵐祐貴 | つくみず                 |
| 第4話  |          | 握緊手中的開山刀   | 山代風我                     | 山代風我           | 大野勉、加藤拓馬、木下繪李、濱口漠                                                                                             | 石黒正数                 |
| 第5話  |          | 鐵巨人           | 神戶守                       | 伊福覺志           | 河合拓也 | 秋鹿えいと               |
| 第6話  |          | 比前作更進一步   | 蓮谷トヲル                   | 佐佐木純人、小川圓 | 崔慶碩、金正友、李成眞、齋藤魅                                                                                                 | 木下绘李                 |
| 第7話  |          | 由我來拯救我！   | 小山菜穂                     | おゆなむ           | なつのはむと、Prasearth thongkhum、イェ・リーグゥォ シュ・チャオ、レイ・ジィェンジュン、ヂャン・シュジュエン Nyki Ikyn、七霊石 | 前場健次                 |
| 第8話  |          | 大芝濱祭！       | 長屋誠志郎                   | 長屋誠志郎         | 木下絵李、河本零王、寺尾憲治                                                                                                   | 高畑匠子                 |
| 第9話  |          | 目標是彗星-A！   | 本橋茉里 木下繪李 野口花梨   | 藤倉拓也、野口花梨 | 大野勉、濱口漠、パク・マガン、本橋茉里                                                                                         | 本橋茉里                 |
| 第10話 |          | 獨自世界的對立！ | 五十嵐祐貴 山代風我 本橋茉里 | 山代風我           | 稲田有華、恩田尚之、平野翔 | Rodrigo Makoto Matsumura |
| 第11話 |          | 各自的存在！     | 佐佐木勅嘉                   | 殿水敦子           | 本橋茉里、木下繪李、鎌田均 榎本柊斗、パク・マガン                                                                              | Joan Chung               |
| 第12話 |          | 芝浜UFO大戦！    | 伊東伸高                     | 井上圭介           | 小林直樹 | 大童澄瞳                 |

## 迴響
- 2020年12月3日獲得美國《紐約時報》「2020年度最棒的電視節目與海外電視節目」兩項名單評選[21]。
- 2020年12月10日獲得美國《紐約客》雜誌「2020年度最棒的電視節目」名單評選[22]。
- 2021年3月12日，获東京動畫獎电视动画部门年度最佳动画
- 获第24届日本新媒體動漫藝術節動畫部門大奖

## 真人改編作品
2019年10月15日宣布改编为真人版，電影原預計於2020年5月15日在日本上映，因2019冠狀病毒病疫情的影响而延期，後推迟至同年9月25日上映。由乃木坂46成員齋藤飛鳥主演，监督为英勉，原作大童澄瞳也有特别出演。
2020年2月17日宣布，在電影上映之前，於TBS電視台和每日放送自4月5日起播放真人版電視劇，全6集（各加盟台播出時間不一），由真人電影版原班人馬演出，每集约20分钟左右。相较于动画版聚焦于映像研三位少女在动画制作中经历的的挑战，真人版的改编更突显主角浅草绿通过动画制作与大学生会对抗，收获友情和实现心灵成长。

### 剧情梗概
芝濱高中，這是一所校舍不斷加蓋重疊，導致校舍宛如迷宮一般的奇特學校，一共有413个社团组织和72个研究会/学生组织。這個奇特的學校硬性規定了每個學生都必須加入一個社團。梦想是制作动画的淺草綠和友人金森沙耶加在犹豫是否加入动画研时，遇见了水崎燕。三人共同創立了新社團「映像研究同好會」，一面走向她們的創作之路，一面對抗來自校內學生會的打壓，共同創造出「最強世界」。在分配的活动教室中，金森拍摄了浅草从二楼坠落的过程，在电视台播出，使映像研被批准为临时社团。为了升级为正式社团，她们必须在下一次预算委员会会议之前制作一部动画，但是，淺草和水崎都在玩，工作进度缓慢，預算審議時間表也突然提前。金森責罵淺草和水崎，要求製作一個沒有故事的簡短動畫。預算审议当天，由於金森的策略節省了時間，完成了作品，並被允許放映作品。學生會看到這項映像研的成果後，決定批准「映像研究同好會」成為有預算的社團。
电影版紧接电视剧的剧情，为了避免映像研被废部或和动画研合并的命运，金森选择与机器人研究会联手，制作以塔罗斯为主题的动画。由于受到上面的压力，映像研不得不放弃参加大型同人展「COMET-A」，而是参加校內的文化祭。制作过程中，音效部的百目鬼为了有空间放声音样本，加入了映像研。三人虽因制作理念不同耽误了进度，但在各方努力下，甚至不惜潜入學生會的监视对策特别本部，最终顺利完成了作品，于文化祭当天成功上映，获得了观众和水崎父母的认可。

### 演員
- 淺草綠 - 齋藤飛鳥
- 水崎燕 - 山下美月
- 金森沙耶加 - 梅澤美波
- 道頓堀透 - 小西櫻子
- 榊·索旺德 - 葛雷絲・艾瑪
- 阿島九 - 福本莉子
- 王俊也 - 松崎亮
- 黑田 - 鈴之助
- 麻笠 - 出合正幸
- 藤本先生 - 高嶋政宏
- 音響部 百目鬼 - 櫻田日和
- 機器人研究部 小野 - 板垣瑞生
- 機器人研究部 小林 - 赤楚衛二
- 機器人研究部 小鳥遊 - 染野有來
- 機器人研究部 小豆畑 - 龜田侑樹
- 氣象研究部 晴子 - 濱邊美波
- 氣象研究部 雨男(あめお) - 河津未來
- 水崎燕母 水崎菜穂美 - 松本若菜
- 水崎燕父 水崎葉平 - 山中聰
- 下水道研究部 下水郎 - うえきやサトシ
- 上水道研究部 上水夫 - 昆龙弥
- 公安警察 西岛 - 新井敬太

### 制作人員
- 原作 - 大童澄瞳[25]
- 導演、劇本 - 英勉[25]
- 電影主題曲 - 乃木坂46「奇幻三色麵包」（N46Div.）
- 電視劇主題曲 - Thinking Dogs「Heavenly ideas」（Sony Music Labels）
- 製作 - 大田圭二、村松俊亮、今野義雄、北川謙二、秋元伸介、久保雅一、中野伸二、永田勝美、舛田淳
- 企画、監製 - 上野裕平
- 執行製作人 - 高橋亜希人、丸山博雄
- 製作人 - 金森孝宏、梶原富治、尹楊会、田村肇
- 協力製作人 - 岡本順巖、四冨泰介、高柳亮博
- 原作協力 - Big Comic Bros編輯部（坪内崇、千代田修平、西菜摘）
- 劇本 - 高野水登
- 音樂 - 佐藤望
- 攝影 - 川島周、古長真也
- 燈光 - 本間大海、山田和彌
- 錄音 - 竹内久史
- 美術 - 津田正直
- 裝飾 - 金子大悟、加藤安栞沙
- 行程、副導演 - 長野晋也
- 制作担当 - 百百勋
- 衣裳 - 加藤優香利
- 髮型化妝統括 - スズキコウジ
- 動作 - 諸鍛冶裕太
- Casting - 阿保友理恵
- 編輯 - 相良直一郎
- VFX担当 - 村上優悦
- 動畫統括 - 大嶋美穂
- 音響效果 - 柴崎謙治
- 製作 - North River
- 主要製作 - ROBOT[25]
- 配給 - 東宝映像事業部
- 製作 - 「映像研」真人电视剧化作戦会議 / 「映像研」真人电影化作戦会議（東寶、日本索尼音樂娛樂、乃木坂46合同会社、Y&N Brothers、小學館、毎日放送、ひかりTV、LINE）

## 外部連結
- 映像研には手を出すな 【作品TOP】 | ビッグコミックBROS.NET（日語）
- 電視動畫『別對映像研出手！』官方網站（日語）
- 動畫版官方的X（前Twitter）
- 真人電影『別對映像研出手！』官方網站（日語）
- 電影版&電視劇版官方的X（前Twitter）
- 電影版&電視劇版官方的Instagram帳戶
- 【Dramaism】別對映像研出手！- MBS （页面存档备份，存于）